# 鹿野郵便局 (鳥取県)
鹿野郵便局（しかのゆうびんきょく）は、鳥取県鳥取市にある郵便局。民営化前の分類では集配特定郵便局であった（現在は集配機能を廃止）。

## 概要
住所：〒689-0405 鳥取県鳥取市鹿野町鹿野1186-4

## 沿革
- 1872年8月4日（明治5年7月1日） - 鹿野郵便取扱所として開設。
- 1875年（明治8年）1月1日 - 鹿野郵便局となる。
- 2007年（平成19年）10月1日 - 民営化に伴い、併設された郵便事業鳥取支店鹿野集配センターに一部業務を移管。
- 2012年（平成24年）10月1日 - 日本郵便株式会社の発足に伴い、郵便事業鳥取支店鹿野集配センターを鹿野郵便局に統合。
- 2015年（平成27年）3月2日 - 集配業務を浜村郵便局に移管し、無集配局となる。

## 取扱内容
- 郵便、印紙、ゆうパック、内容証明
- 貯金、為替、振替、振込、国際送金、国債
- 生命保険、バイク自賠責保険
- ゆうちょ銀行ATM

## 周辺
- 鳥取市役所鹿野町総合支所
- 鳥取市立鹿野小学校
- 鳥取市立鹿野中学校

## アクセス
- 日ノ丸バス、鳥取市気高循環バス 鍛治町停留所、立町停留所下車
- 鳥取県道21号鳥取鹿野倉吉線沿い
- 駐車場あり：3台